# Fon (Unternehmen)

Historisches Logo

Fon ist ein im November 2005 gegründetes Unternehmen mit Geschäftssitz in Madrid, das sich die weltweite und möglichst flächendeckende Installation von Hotspots zum Ziel gesetzt hat.
Fon installiert und betreibt Hotspots nicht selbst, sondern setzt beim Netzaufbau auf Personen, die ihre Breitband-Internetzugänge per WLAN zur Verfügung stellen. Im Gegenzug erhalten diese kostenlosen Zugang zu den anderen Fon-Hotspots.
Nicht-Fon-Mitglieder können Tickets zur Nutzung der Hotspots erwerben. Ursprünglich wurden aktive Fon-Mitglieder am Ticket-Verkauf beteiligt, was man aber wieder einstellte.
Die Internet-Verbindung an den privaten Fon-Hotspots ist instabil, da nur die ungenutzte Bandbreite genutzt werden kann.
Der Verkauf eigener Geräte wurde 2018 eingestellt. Seit dem Jahr 2020 laufen die lokalen Kooperationen größtenteils aus und der gesamte Service („FON Community“ Hotspot) soll perspektivisch eingestellt werden. Kooperationspartner waren u. a. Breitband-Anbieter, die das Fon-WLAN in ihre eigenen Router-Modelle einbinden. Durch diese Exklusiv-Verträge waren Nutzer jedoch landesweit an einzelne Telekommunikationsanbieter gebunden.
Im April 2021 wurde Fon vom TV-Streaming-Technologieunternehmen Agile Content aus Barcelona übernommen.

## Unternehmen
Fon Wireless, Ltd. ist die in London eingetragene Firma des Unternehmens mit Hauptsitz in Madrid. Gründer und Geschäftsführer ist der in Madrid lebende Unternehmer Martín Varsavsky. Deutscher Ableger ist die Fon Germany GmbH in München. Zu den Investoren zählen unter anderem Google und eBay sowie die Index Ventures und mit einem Anteil von nur 1 % auch Sequoia, die Anfang 2006 und in der Folgezeit über 18 Millionen Euro in Fon investierten. Einem Artikel der Berliner Zeitung zufolge dürften die „Anlaufkosten für Fon […] 100 Millionen Euro“ betragen haben. Aufgrund des mangelnden wirtschaftlichen Erfolgs des deutschen Teams wurde die deutsche Fon-Niederlassung geschlossen und das Team aufgelöst.
Im Frühjahr 2008 trennte sich das Unternehmen von 40 seiner 100 Mitarbeiter. Martin Varsavsky begründet diesen Schritt mit bis dahin monatlich über 1 Million Euro Verlust, der durch die Entlassungen auf monatlich 350.000 Euro verringert werden konnte. Im Oktober 2008 erhöhte Fon die Preise für einfache Tagestickets um 67 % von 3 auf 5 Euro.
Das Unternehmen hat sich die Aufgabe gestellt, weltweit so viele Nutzer zu gewinnen, bis ein weltweites, funktionsfähiges WLAN errichtet wurde. Dieser Prozess erfolgt sowohl über Kooperationen mit namhaften Internet Service Providern, als auch über virales Marketing u. a. auch innerhalb der Blogosphäre. Insgesamt gibt es Nutzer aus über 140 Ländern.

## Kooperationen

### Internetdienstanbieter
Die Kooperationen mit Internetdienstanbietern basieren auf der Einräumung gegenseitiger Login-Rechte (Roaming-Verbund), so dass ein weltweites Netz errichtet werden kann.
Von 2007 bis 2020 wurden Kooperation mit der BT Group im Vereinigten Königreich und mit SFR (damals noch Neuf Cegetel) in Frankreich, dem dort zweitgrößten Telekommunikationsunternehmen geschlossen. Im selben Jahr in den USA mit Time Warner, wodurch 6,6 Millionen Breitbandusern selber Fon-WLan-Betreiber werden können.
Kooperations-Partner seit 2008 sind in Russland Comstar, der führende ISP in Moskau und in Portugal mit ZON, der dort führende Breitbandanbieter, hervorgegangen aus dem ehemaligen Staatsmonopol.
2013 wurde eine Kooperation mit Telekom Deutschland unter dem Namen WLAN TO GO geschlossen. Es wird seit 2020 nicht mehr aktiv vermarktet und voraussichtlich Ende 2021 eingestellt.
In den Jahren 2012–2015 hinzugekommen: Internet Service Provider aus Kroatien, Ungarn, Griechenland, Rumänien, Spanien, Italien, Brasilien und Australien. Früher gab es auch Kooperationen in weiteren Ländern.
Die meisten dieser Kooperationen sind seit 2020 am auslaufen.

### Lokale Kooperationen (bis 2008)
Es gab ein Programm für den Aufbau von Hotspots in Städten:
In Oslo wurden 2007 insgesamt 500 Werbetafeln mit Fon-Hotspots ausgestattet. In Manhattan besteht eine Zusammenarbeit mit CBS outdoor (einer Werbetafel-Firma, heute Outfront Media).
In Málaga unterstützte (2008) die Stadtverwaltung die Aufstellung von Fon-Hotspots. In einem Abkommen mit der Stadt Genf wurde die Zusammenarbeit vereinbart und mehrere hundert WLAN-Zugriffspunkte im Stadtgebiet aufgestellt.
Weitere lokale Projekte (2008): Im Glockenbachviertel in München, in Chueca in Madrid, in Japan (Tokio) und in Barcelona, wo, beginnend im April 2008 bis zu 700 Kioskterminals installiert werden. Das erste lokale Projekt fand in Blanquefort in Frankreich statt. Weitere französische Initiativen waren bisher Massy und Paray Le Monial, ein christlicher Pilgerort mit vielen Millionen Besuchern jährlich. Die italienischen Behörden haben die von Fon initiierte SMS-Identifizierung mittlerweile als gesetzeskonform anerkannt, weswegen nun auch die Kooperation mit der Uni in Urbino starten konnte.

### Kleinere Kooperationen (bis 2009)
2006 verkaufte Sony in Japan seinen Handheld Mylo (2006) zusammen mit dem La Fonera über seinen Webshop. In Japan konnten diese Handheld-Geräte das Fon-Netzwerk kostenlos benutzen, ganz unabhängig von Fonero (also einer aktiven Teilnahme).
Kostenfrei erreichbare Portale: 2008, das taiwanische Internet-Portal(?) Youthwant.com (1,8 Millionen Nutzer), ist kostenfrei an allen „La-Fonera“-Hotspots erreichbar. Die registrierten Nutzer sollen auch als passive Fon-Nutzer übernommen worden sein. Des Weiteren waren ein paar andere Websites kostenfrei zugänglich: Google, Gmail, YouTube, Playstation, Wii, Skype und Flickr.
Kooperationsabkommen mit bereits bestehenden WLAN-Netzen, wie RomaWireless.
2009 ging Fon eine Kooperation mit den ehemaligen Mobilfunk-Anbieter E-Plus ein. Die Shops wurde mit Fon-Hotspots ausgestattet und „La-Fonera“-Router vergünstigt angeboten. In einen Aktionszeitraum konnten E-Plus-Kunden weltweit die Fon-Hotspots kostenlos nutzen.

## Internetzugang

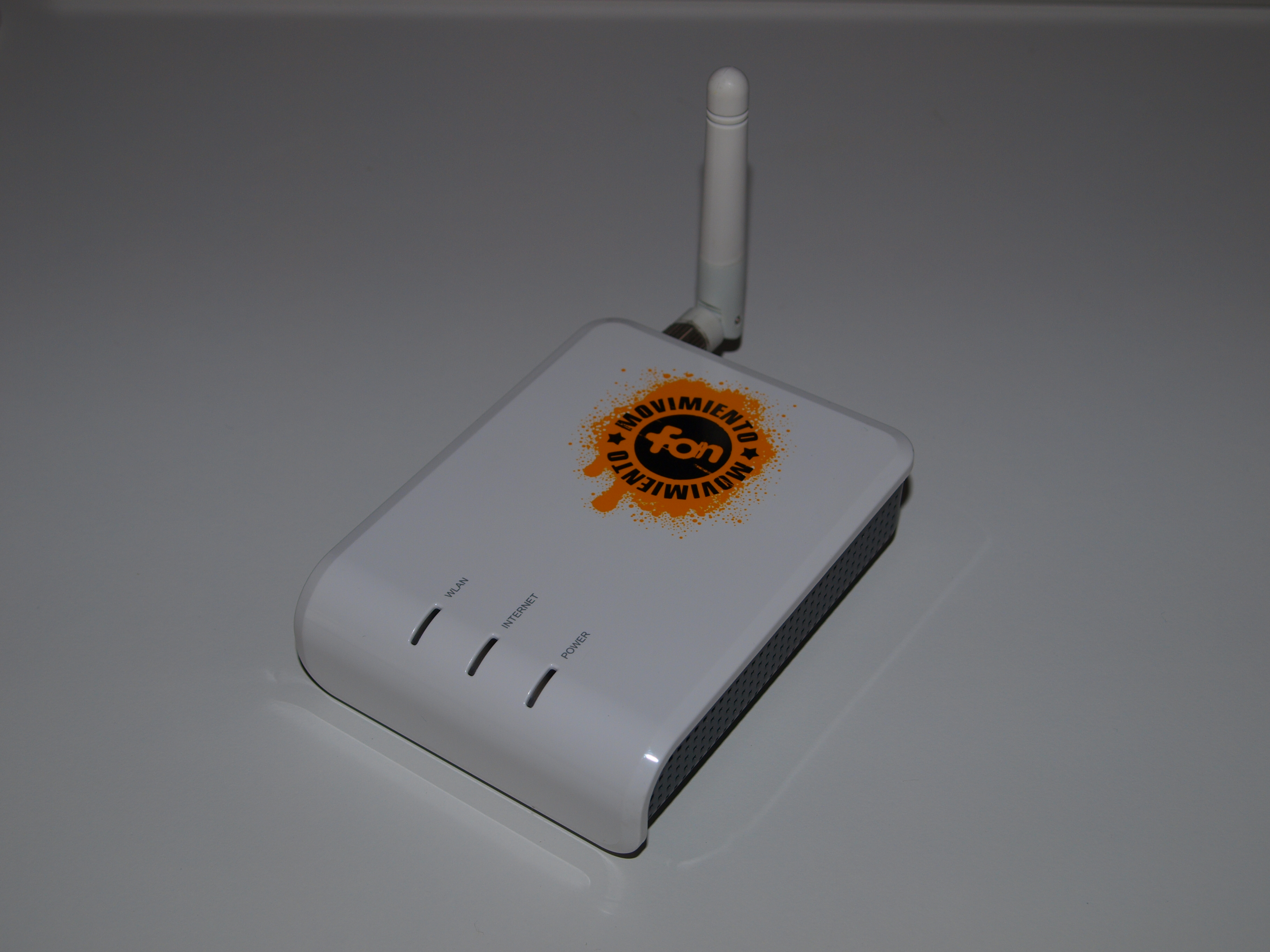
La Fonera

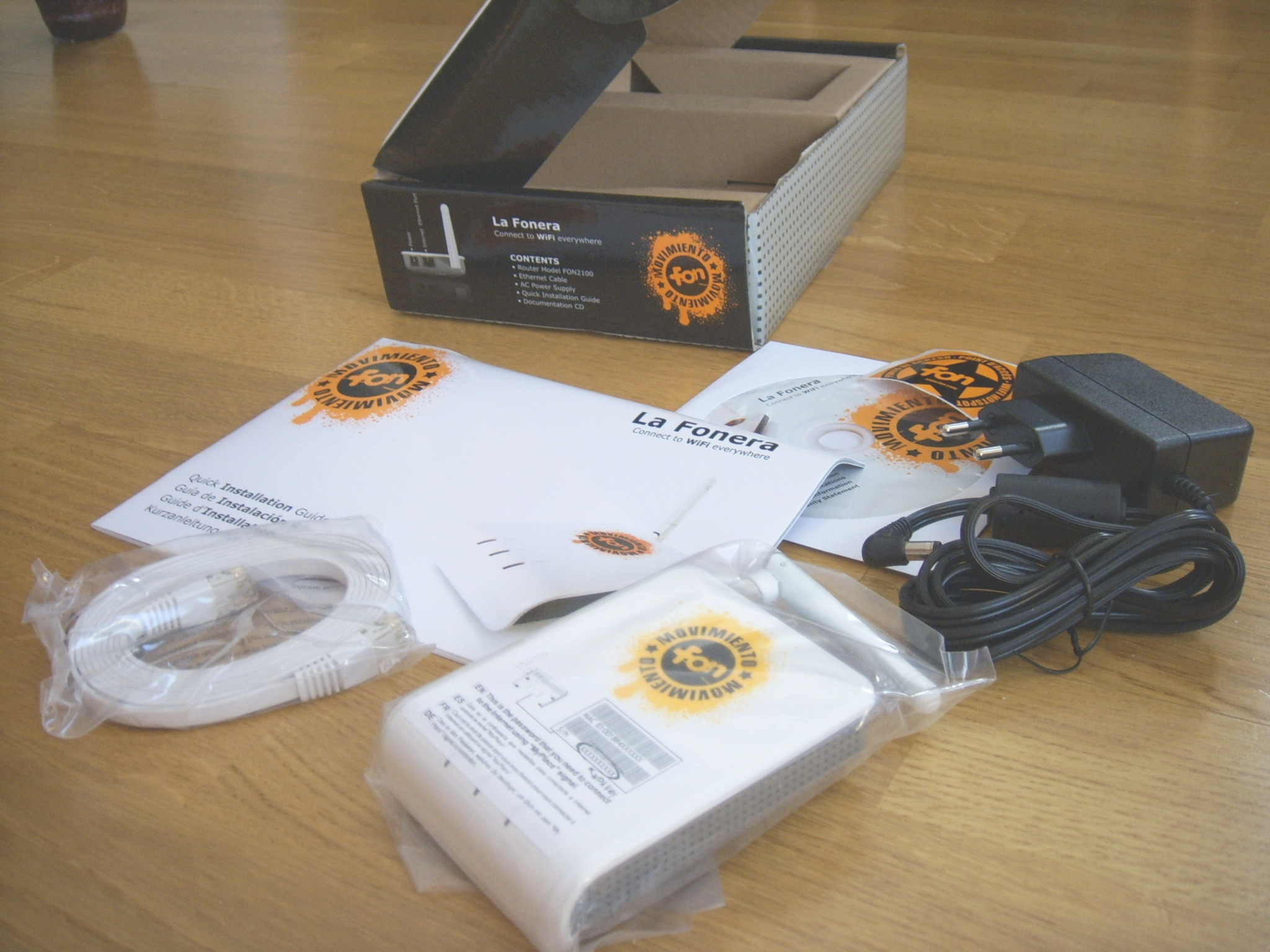
La Fonera (FON2100 bzw. FON2200)

Der Internetzugang über Fon ist jedem möglich, der ein WLAN-fähiges Gerät besitzt und sich in der Reichweite eines Fon-Zugangspunkts befindet.
Die Geschwindigkeit des Internet-Zugangs ist sehr wechselhaft und unterschiedlich. Sie kann auch plötzlich ganz abbrechen. Da das Fon-WLAN meist von privaten Personen betrieben wird, geben diese meist nur ihre ungenutzte Internet-Bandbreite weiter. Was bedeutet: Benötigt der Wlan-Inhaber selber seine volle Internet-Leitung (z. B. einen großen Download) werden alle Wlan-Gäste (für diese Zeit) getrennt.
Zugangs-Möglichkeiten sind:
- Kostenfrei für aktive Teilnehmer, die ihrerseits ihren eigenen Internetzugang über Fon bereitstellen (sogenannte „Foneros“).
- über gekaufte Tickets (24-Stunden-Tickets oder je nach Kooperations-Partner Tages-/Wochen-/Monats-Ticket)
- über einen der Kooperations-Partner (z. B. eine spezielle Hotspot-Flatrate im Rahmen eines Handy-Tarifs)

Der Internetzugang ist nicht global einheitlich geregelt. In Frankreich sind beispielsweise beim Kooperationspartner Neuf Cegetel nur HTTP-Verbindungen möglich, der E-Mail-Abruf mit herkömmlichen Programmen hingegen nicht (stand vor 2008).
In einigen Ländern gibt einen kurzen, zeitlich begrenzten Probezugang (nicht bei dt. Telekom_FON).
Für eine aktive Teilnahme, also für das auch als DSL-Sharing bezeichnete Teilen des eigenen Internetzuganges über Fon, ist das Betreiben eines Fon-Zugangspunkts erforderlich. Im Gegenzug erhält man Zugriff auf das gesamte Fon-Netzwerk. Die aktiven Teilnehmer wurden auch „Foneros“ genannt.

### Fonera Router
Früher bot Fon mehrere eigene Routermodelle an. Die La-Fonera-Router konnten über die offizielle Website erworben werden. Die Hardware wurde, wie bei anderen Providern ebenfalls üblich, mit zeitlich befristeten Angeboten preisvergünstigt vertrieben.
Im März 2013 wurde der Verkauf der Geräte in Deutschland eingestellt (wie auch inzwischen in weiteren Ländern). Schließlich folgte 2018 die komplette Einstellung des Verkaufs. Seitdem sind neue Nutzer an die lokalen Kooperationspartner gebunden.
Bestehende deutsche Nutzer der „La Fonera“-Router werden seit 2013 als Spanier geführt und haben weiterhin Zugang zum Fon-Netzwerk (mit Ausnahme der Modelle von 2006).

### Nutzung fremder Router
Alternativ können auch kompatible Router mit der ebenfalls dort verfügbaren Fon-Firmware, welche sich automatisch aktualisiert, ausgestattet werden. Kompatible Router sind unter anderem einige von Linksys hergestellte Varianten des WRT54G sowie einige Modelle von Buffalo Technology.

## Nutzungsmodelle
Die klassischen „La Fonera“-Nutzer können theoretisch zwischen drei verschiedenen Nutzungsmodellen auswählen. Diese Auswahl ist allerdings von Land zu Land eingeschränkt. In Japan kann man beispielsweise kein Bill werden.

### Linus
Der Nutzertyp Linus, benannt in Anlehnung an Linus Torvalds, stellt seinen Internetzugang mit Hilfe eines Fon-Routers (bzw. einer Fon-Firmware für seinen vorhandenen Router) anderen Mitgliedern kostenfrei zur Verfügung. Im Gegenzug erhält er dafür kostenfreien Zugang bei Zugangspunkten aller anderen Fon-Mitglieder.
Fon verkauft Tagestickets auch über LINUS-Zugangspunkte.

### Bill
Der Nutzertyp Bill teilt ebenfalls seinen Internetzugang, möchte jedoch zusätzlich Geld verdienen (Voraussetzung dafür ist, dass der jeweilige Provider eine kommerzielle Nutzung des Internetanschlusses gestattet). Er erhält von den über seinen Zugangspunkt gekauften Tageskarten, für die Fon das Entgelt festsetzt, einen Anteil von 50 % (abzüglich Steuern und Gebühren), der erst ausgezahlt wird, wenn er ein Limit von 20 Euro überschreitet. Fon behält also in jedem Fall 50 % ein. Im Falle, dass dieses Limit nicht erreicht wird, kommen dem Unternehmen 100 % zugute. Hat der Nutzer des Zugangs die Tageskarten über einen anderen Zugangspunkt gekauft, bekommt der Bill kein Entgelt für die Nutzung seines Zugangspunktes. Bills dürfen ebenso wie Nutzer vom Typ Linus auch fremde Fon-Hotspots für kostenlosen Internetzugang benutzen.
Bezüglich der Herkunft der Bezeichnung „Bill“ besteht Unklarheit. Fon-Chef Martín Varsavsky sagte zunächst, „Bill“ beziehe sich auf Bill Gates. Fon-Mitarbeiter behaupten hingegen, „Bill“ beziehe sich auf das englische Hauptwort „bill“ („Rechnung“). Für den Europa-Chef von Fon, Robert Lang, sind laut Interview mit dem Elektrischen Reporter beide Deutungen möglich.

### Alien
Aliens (englisch alien – fremd, in Anlehnung an die Bezeichnung für Ausländer im angloamerikanischen Sprachgebrauch) werden diejenigen Nutzer genannt, die keinen eigenen Fon-Zugangspunkt betreiben. Aliens müssen für den Internetzugang an Hotspots von Fon-Mitgliedern sogenannte „Tageskarten“ von Fon erwerben. Die Startseite erklärt den Aliens das Prozedere. Bezahlt werden kann zurzeit mit Kreditkarte, über PayPal und in 8 Ländern (darunter auch Deutschland) bereits mit Premium-SMS.

### Passive Nutzung

#### Situation in Deutschland
In Deutschland lassen sich Tages-, Wochen- oder Monatstickets kaufen. Es sind die gleichen Tarife, wie bei regulären Telekom Hotspots.
Einige Handytarife beinhalten eine passende „Hotspot-Flat“ für den Telekom Hotspot „Telekom_FON“ (gehört nicht zum weltweiten Fon-Netzwerk).

## Vergleich mit ähnlichen Modellen
Freifunk stellt ein nicht-kommerzielles Bürgernetz dar, das kostenfrei und ohne Anmeldung benutzt werden kann. Während Fon ein Netz von kabelgebundenen Hotspots betreibt, greifen Freifunker zur Technik eines drahtlos vermaschten Netzes.

## Rezeption und Probleme

### Rechtliche Lage
Ein Problem stellt die rechtliche Lage bezüglich der Verwendung des Internetzugangs dar. Internetzugänge der großen Internetdienstanbieter in Deutschland durften bisher in der Regel nicht dauerhaft Dritten zur Verfügung gestellt werden. Heute gestatten jedoch einige deutsche Internetdienstanbieter die unentgeltliche bzw. nicht-gewerbliche Teilung des Internetzugangs (also im „Linus“-Modell von Fon). Die kommerzielle Nutzung (im „Bill“-Modell) ist bei vielen deutschen Anbietern zurzeit problematisch oder ausgeschlossen, auch wenn einige der größten deutschen Provider die Nutzung bisher dulden.
Die Dienstbereitstellung von Fon wurde gegenüber der Bundesnetzagentur gemäß geltendem Recht ordnungsgemäß angemeldet, registriert und veröffentlicht. Möglicherweise besteht außerdem noch eine Anzeigepflicht der Dienstbereitstellung gegenüber der Bundesnetzagentur gemäß § 6 Telekommunikationsgesetz, nach der jeder einzelne Standort angezeigt werden muss.
Am 5. Juni 2009 hat das Oberlandesgericht Köln festgestellt, dass kommerzielles WLAN-Sharing gegen das Wettbewerbsrecht verstößt. Fon legte gegen das Urteil Revision zum BGH ein. Der Fall wurde dort jedoch nicht verhandelt, da Fon und 1&1 sich am Tag vor der Verhandlung außergerichtlich geeinigt haben.
Die rechtliche Verantwortlichkeit desjenigen, der anderen Benutzern seinen Internetzugang, auch über Vermittlung von Fon, zur Verfügung stellt, war in Deutschland lange nicht abschließend geklärt. Seit 2017 gilt das Problem der „Störerhaftung“ in vielen Teilen als gelöst.
Fon protokolliert neben den Login-Daten der Nutzer, auch die DNS-Aufrufe, so dass ein durch Dritte verursachter Schaden in vielen Fällen eindeutig zuzuordnen wäre. Die deutsche Telekom verwendet eine vom Anschluss getrennte IP-Adresse für den privaten Hotspot.

### Sicherheit
- Fon bietet dem Nutzer keine Möglichkeit, die WLAN-Datenübertragung des öffentlichen Signals zu verschlüsseln (weder WEP, WPA noch VPN-Tunnel). Alle übertragenen Daten (auch Benutzernamen, Passwörter und Mails) sind daher ohne (optionale) Ende-zu-Ende-Verschlüsselung im Empfangsgebiet für Dritte mit Hilfe entsprechender Software mitlesbar. Die klassischen Fon-Router („La Fonera“) senden zwei getrennten SSIDs, einer öffentlichen und einer verschlüsselten für den abgesicherten privaten Zugang.
- Eine anonyme Nutzung ist vertraglich ausgeschlossen.
- Die Aufstelladresse des Hotspots ist für jedermann abrufbar. Es steht eine Straßenkarte bereit, auf der der genaue geographische Ort, samt Umgebung angezeigt wird. Der Name ist dagegen nicht öffentlich verfügbar, wenn er nicht explizit angegeben wird.

### Nutzbarkeit
La Fonera ist ein vollwertiger WLAN-Router. Fon verpflichtet die Bezieher der Hardware vertraglich, diese ausschließlich mit der von Fon freigegebenen Firmware zu betreiben, um am Fon-Verbund teilnehmen zu können. Ein Überspielen der Firmware durch nicht autorisierte fremde Firmware wird durch den Einsatz elektronischer Signaturen erschwert. Die Firmware steht als Derivat von OpenWrt unter der GPL und ist im Einklang mit dieser Lizenz frei herunterladbar. Fon versucht die Verwendung veränderter Firmware auf dem Router zu unterbinden.